# Colchester

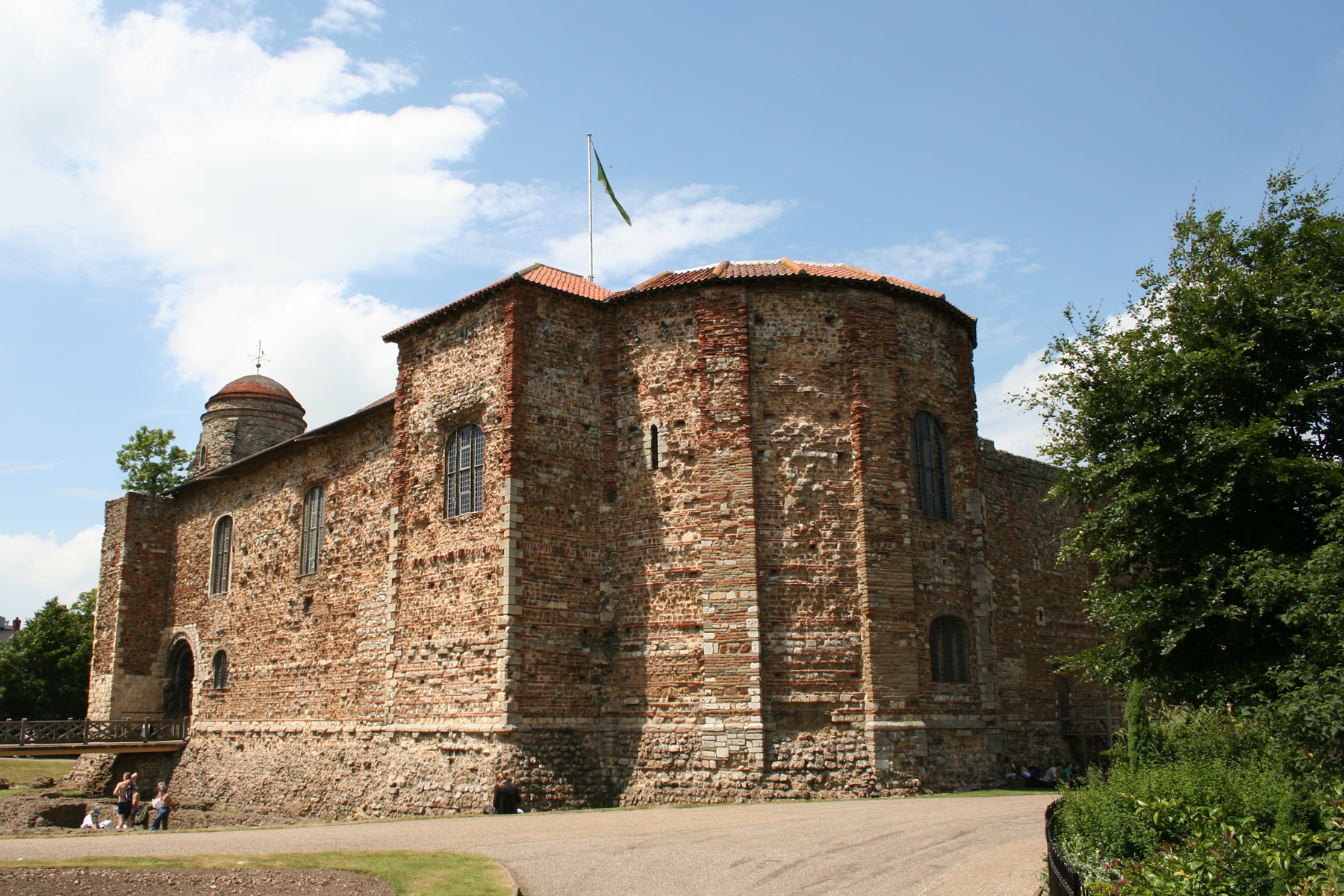
Colchester Castle, eine normannische Burg auf den Fundamenten des römischen Claudius-Tempels

Colchester ist eine Stadt in England mit 104.390 Einwohnern und Zentrum des Countys Essex nordöstlich von London mit Zugang zur westlichen Nordsee und eigenen Häfen, etwa in Wivenhoe oder Brightlingsea. Colchester liegt am Fluss Colne.
Im Jahr 2022 wurde Colchester anlässlich des 70-jährigen Thronjubiläums von Elisabeth II. der besondere City-Status verliehen.

## Geschichte
Der gallisch-britische Kriegsgott Mars-Camulus war der Namensgeber dieses Oppidums der Trinovanten. Der keltische Name der Stadt, Camulodunum, scheint bereits auf Münzen auf, die in der Zeit 20 bis 10 v. Chr. im Auftrag des Stammesfürsten Tasciovanus geprägt wurden. Nach Caesars Abzug wurde die Stadt zum Hauptort der geeinten belgischen Stämme unter Cunobelinus, dem König der Catuvellaunen. Colchester ist die älteste urkundlich erwähnte städtische Siedlung in Großbritannien, da sie bereits von Plinius dem Älteren erwähnt wird, der im Jahre 79 n. Chr. starb. Der Wortteil chester erinnert an die römische Zeit und bedeutet Lager (castrum).
Nach der römischen Eroberung wurde nahe dieser Stadt um 43–44 n. Chr. ein Römisches Militärlager eingerichtet, in dem die Legio XX Valeria Victrix mit Auxiliartruppen untergebracht wurde.
Das römische Colchester war unter dem Namen Camulodunum Verwaltungssitz für das gerade eroberte Britannien. Die Legion wurde jedoch schon im Winter 48–49 n. Chr. von Publius Ostorius Scapula nach Glevum (Gloucester) in Wales umquartiert und die Befestigungen in Camulodunum geschleift. Das Gelände des verlassenen Lagers wurde als Veteranenkolonie Colonia Victrix weitergenutzt. Camulodunum wurde während des Boudicca-Aufstandes 61 n. Chr. zerstört und musste seine Rolle als Verwaltungssitz Britanniens an Londinium abgeben. Dennoch blieb der Ort, der in der Folge wieder aufgebaut wurde, bedeutend, und erhielt um 100 n. Chr. sogar einen römischen Circus, den einzigen, der bislang auf der Insel nachgewiesen werden konnte.
Mit dem Abzug der Römer aus Britannien Anfang des 5. Jahrhunderts büßte Colchester stark an Bedeutung ein. Während der Herrschaft der Angelsachsen erscheint es im 10. Jahrhundert unter dem Namen Colenceaster oder Colneceastre. Um 1080 erbauten die Normannen hier eine Burg. 1189 erhielt Colchester durch Richard Löwenherz das erste Stadtrecht. Vom Herzog von Alba aus ihrem Vaterland vertriebene Flamen verpflanzten 1571 ihre Industrie nach Colchester. Im zweiten Englischen Bürgerkrieg wurde Colchester als Zufluchtsort der Anhänger König Karls I. 1648 lange belagert und durch Aushungern von den Parlamentstruppen unter Thomas Fairfax erobert, woraufhin die Kommandanten Charles Lucas und Georg Lisle erschossen wurden.

## Sagenhaftes
Möglicherweise war Colchester einst das berühmte Camelot aus der Artus-Sage. Die Stadt ist angeblich nach dem sagenhaften britannischen King Coel benannt, der vor allem aus einem Kinderreim als „fröhlicher alter Knabe“ bekannt ist.

## Verkehrsanbindung
Colchester ist vom Londoner Bahnhof Liverpool Street Station über die Great Eastern Main Line zu erreichen. Regelmäßige Verbindungen bringen den Besucher in ca. 45 Minuten zur North Station nördlich vom Stadtzentrum. In Colchester zweigt die Sunshine Coast Line Richtung Walton-on-the-Naze und Clacton-on-Sea ab.
Der nächstgelegene Flughafen ist der Flughafen London-Stansted.

## Bildungseinrichtungen
Colchester ist Standort der Universität Essex, die in den 1960er Jahren mit Schwerpunkt für die Sozialwissenschaften (Soziologie, Politikwissenschaft, Volkswirtschaftslehre, Psychologie etc.) gegründet wurde. Ebenfalls einen guten Ruf genießen die Fachrichtungen der angewandten Informatik und der Physik. Die Universität befindet sich nahe dem dörflichen Wivenhoe „auf der grünen Wiese“ und zählt circa 10.000 Studenten. Sozialwissenschaftler finden in der jährlich im Juli bis August abgehaltenen Essex Summer School for Data Analysis and Collection die Möglichkeit, in sechs intensiven Wochen eine Methodenausbildung auf universitärem Niveau zu vervollständigen bzw. eigene Forschungsschwerpunkte zu entwickeln.

## Sehenswürdigkeiten
Gut erhalten ist aus römischer und normannischer Zeit die Burganlage Colchester Castle mit Park im Stadtzentrum. Eine beliebte Attraktion im Stadtzentrum ist das Dutch Quarter mit gut erhaltenen Fachwerkgebäuden vom Ende des 16. Jahrhunderts (1550 bis 1600). Die Fachwerkhäuser und eine Kirche wurden von vertriebenen calvinistischen Webern und Textilhandwerkern aus Flandern bzw. den Niederlanden erbaut.
Auch der Colchester Zoo gehört zu den Sehenswürdigkeiten der Stadt. Als regionaler Höhepunkt gilt weiterhin die Roller-Disco, die zum Skaten bei aktueller Chart-Musik und Disko-Beleuchtung einlädt.

## Sport
Colchester beheimatet den Fußballverein Colchester United, der in der Football League Two – der vierthöchsten Spielklasse im englischen Ligensystem – spielt.

## Partnerstädte
Partnerstädte von Colchester sind
| Stadt    | Land                | seit |
| -------- | ------------------- | ---- |
| Avignon  | Frankreich          | 1972 |
| Imola    | Italien             | 1997 |
| Wetzlar  | Deutschland         | 1969 |
| Yangzhou | Volksrepublik China | 2015 |

## Persönlichkeiten
- Sarah Bowdich Lee (1791–1856), Naturkundlerin, Autorin und Illustratorin
- Leonard Drory (1800–1866), Baumeister und Unternehmer
- William Gull (1816–1890), Mediziner und Hochschullehrer
- Charles Crichton (1872–1958), Regattasegler
- Gerald Templer (1898–1979), Feldmarschall
- Edgell Rickword (1898–1982), Dichter
- Ken Aston (1915–2001), Fußballschiedsrichter
- Roger Penrose (* 1931), Mathematiker und theoretischer Physiker
- Piers Courage (1942–1970), Automobilrennfahrer
- Chrissy Lee (* 1943), Musikerin und Bandleaderin
- Shane A. Parker (1943–1992), Ornithologe
- David John Laitt (* 1946), Fußballspieler
- Dave Rowntree (* 1964), Schlagzeuger von Blur
- Anne Schwegmann-Fielding (* 1967), Bildhauerin und Pop-Art-Künstlerin
- Mark Branson (* 1968), Präsident der Bundesanstalt für Finanzdienstleistungsaufsicht
- Crispin Bonham-Carter (* 1969), Schauspieler und Theaterregisseur
- Del Harris (* 1969), Squashspieler
- Sheila Nicholls (* 1970), Sängerin und Komponistin
- Mark Felton (* 1974), Historiker und Autor
- Justin Booty (* 1976), Fußballspieler
- Allister Carter (* 1979), Snookerspieler
- Saskia Clark (* 1979), Regattaseglerin
- Polly Scattergood (* 1986), Sängerin und Komponistin
- Stephanie Twell (* 1989), Leichtathletin
- Sam Pilgrim (* 1990), Freeride Mountainbiker
- Ben Foakes (* 1993), Cricketspieler
- Jasmin Taylor (* 1993), Skicrosserin und Telemarkerin
- Henry Patten (* 1996), Tennisspieler
- Owain Taylor (* 1996), Squashspieler
- Lewis Richardson (* 1997), Boxer
- Lewis O’Brien (* 1998), Fußballspieler
- Charlie Dobson (* 1999), Leichtathlet
- Derry Murkin (* 1999), Fußballspieler
- Etienne Green (* 2000), französisch-englischer Fußballspieler
- Dariush Lotfi (* 2001), britisch-österreichischer Wasserspringer